# Скорякин, Анатолий Евгеньевич
Анатолий Евгеньевич Скорякин (род. 26 января 1949, Челябинск) — советский и российский актёр театра и кино.

## Биография
Родился 26 января 1949 года в Челябинске.
Учился в Саратовском театральном училище имени И. А. Слонова (1967—1969, мастерская Н. Д. Шляпниковой и Ю. М. Сагьянца).
Окончил Свердловский театральный институт (1972, мастерская В. К. Козлова).
С 1972 — актёр Челябинского драматического театра имени С. Цвиллинга, с 1976 — Московского драматического театра имени Вл. Маяковского.
После 1980 — актёр ряда театров Москвы. С 1989 — организатор и художественный руководитель Международного центра Михаила Чехова.
В кино с 1977 года.

## Творчество

### Фильмография
- 1977 — Если ты уйдёшь
- 1978 — Кузнечик
- 1979 — Шкура белого медведя — Юрка
- 1979 — Тот самый Мюнхгаузен — тюремщик
- 1979 — Особо опасные…
- 1979 — Вкус хлеба
- 1980 — Рассказ неизвестного человека — лакей
- 1980 — Дачная поездка сержанта Цыбули — эпизодическая роль
- 1981 — Честный, умный, неженатый… — друг Артёма
- 1981 — Смотри в оба! — Колбасюк
- 1981 — Синдикат-2 — Григорий Сергеевич Сыроежкин
- 1981 — Родник
- 1982 — Покровские ворота — в титрах не указан!
- 1982 — Вокзал для двоих — комендант
- 1983 — Ты мой восторг, мое мученье...
- 1983 — Нежданно-негаданно — Батурин
- 1983 — К своим!..
- 1983 — Букет фиалок — Петухов
- 1983 — День командира дивизии — Петька Фоминых
- 1984 — Шутки в сторону
- 1984 — Приходи свободным — казак
- 1984 — Песочные часы
- 1984 — Мёртвые души
- 1984 — Господин Великий Новгород — партизан в кубанке
- 1985 — Не ходите, девки, замуж
- 1986 — Постарайся остаться живым — Борисов
- 1987 — Сильнее всех иных велений — эпизодическая роль
- 1988 — Утреннее шоссе
- 1988 — Не забудь оглянуться
- 1990 — Наутилус
- 1991 — Очаровательные пришельцы
- 1992 — Сны о России
- 1997 — Новогодняя история
- 1998 — Сибирский цирюльник
- 2001 — Марш Турецкого
- 2002 — Азазель
- 2004 — Прощальное эхо
- 2004 — Чудеса в Решетове — директор школы
- 2004 — Красная площадь
- 2005 — Полный вперёд!
- 2006 — Великие династии
- 2006 — Сделка